# Elżbieta Siarkiewicz
Elżbieta Siarkiewicz (ur. 9 lipca 1941 w Cheltenham, zm. 30 kwietnia 2018 roku w Warszawie) – polska historyczka, mezoamerykanistka i antropolożka kulturowa. Jej główne zainteresowania skupiały się na kulturach środkowego Meksyku, jednak położyła także podwaliny pod rozwój polskiej majanistyki. Opublikowała wiele prac na temat etnohistorii, archeoastronomii i religii Majów. Zajmowała się także ikonografią i paleografią kodeksów Majów, a także innych źródeł prekolumbijskich i wczesnokolonialnych, szczególnie tematyką rachub kalendarzowych.

## Życiorys
Dzieciństwo spędziła z rodzicami w Wielkiej Brytanii, w 1949 wyjechała razem z nimi do Argentyny, w 1958 przyjechała z rodzicami do Polski, zamieszkała w Radomiu.
Od 1961 studiowała archeologię śródziemnomorską na Uniwersytecie Warszawskim, pracę magisterską Filar ozyriacki w architekturze egipskiej napisaną pod kierunkiem Kazimierza Michałowskiego obroniła w 1968. W latach 60. XX wieku rozpoczęła pracę jako lektorka języka hiszpańskiego w Wyższej Szkole Języków Obcych, instytucji, na bazie której w 1972 powstały Katedra Iberystyki Uniwersytetu Warszawskiego oraz Instytut Lingwistyki Stosowanej Uniwersytetu Warszawskiego. Od 1973 pracowała w Katedrze Iberystyki, od lat 70. XX wieku prowadziła tam także wykłady i zajęcia z historii prekolumbijskiej Ameryki.
Była uczennicą pionierów polskiej mezoamerykanistyki, Marii Frankowskiej i Andrzeja Wiercińskiego. W 1984 obroniła pracę doktorską La Muerte y su significado ritual en la cultura nahua napisaną pod kierunkiem Marii Frankowskiej. W latach 1988–1991 była wicedyrektorem Centrum Studiów Latynoamerykańskich Uniwersytetu Warszawskiego (CESLA).
28 października 1996 uzyskała habilitację na podstawie hiszpańskojęzycznej pracy El tiempo en el tonalamatl (dosł. Czas w Księdze Dni), na temat teoretycznych i praktycznych aspektów mezoamerykańskiego kalendarza sakralnego. Praca została wydana drukiem przez uczelnię autorki.
W latach 1993–1999 i w 2001 była kierowniczką Katedry Iberystki, jednak jeszcze w tym samym roku przekształcono ją w Instytut Studiów Iberyjskich i Iberoamerykańskich, kierowany przez Grażynę Grudzińską. W latach 2002–2009 kierowała Zakładem Historii Kultur Hiszpańskiej i Iberoamerykańskiej. W 2011 przeszła na emeryturę.
Była członkiem rady naukowej czasopism „Estudios Latinoamericanos” oraz „Itinerarios”.
W latach 1997–1999 była wiceprzewodniczącą, w latach 1999–2001 przewodniczącą Polskiego Towarzystwa Studiów Latynoamerykańskich.
Zmarła 30 kwietnia 2018 roku, została pochowana 9 maja na Starych Powązkach.